# Острів аборигенів (мультфільм 1990)
«Острів аборигенів» (рос. Остров аборигенов) — Український мультфільм періоду СРСР знятий в 1990 році. Студія та режисер мультфільму невідомі. Відомий лише сюжет який описували глядачі. Можлива студія Київнаукфільм.

## Сюжет
Починається мультфільм з назви, яка написана кістками. Капітан Ліпс та юнга Джек пливуть на острів. Джек розповідає про життя до капітана, а сам капітан не говорить. Починається шторм і корабель розбивається, Юнга та капітан потрапляють на острів, де повно аборигенів. Вони ходять по острову і знаходять на поселення самих аборигенів. Капітана та Юнгу запрошують у хатину, де сидять вождь та ще кілька моряків. Пізніше Юнга зникає, і капітан знаходить хатину де виявляється, що аборигени вбивають чужаків на остріві. Юнгу не вдалося врятувати, а сам капітан тікає з острову під крики аборигенів.

## Див. Також
Київнаукфільм
Втрачені медіа